# Matavera (circonscription)
Inscrits : 575 (2006)
Matavera est une circonscription électorale de l'île de Rarotonga (îles Cook). Ses frontières correspondent à celles du district éponyme. 
Cette circonscription fut créée en 1981 par l'amendement constitutionnel n°9 . Jusqu'alors les 3 sièges de Titikaveka, Ngatangiia et  Matavera étaient regroupés dans la circonscription de Takitumu

## Élections de 2004
Peri Vaevaetaeroi Pare (DP) remporta pour la seconde fois après 1999 la circonscription. En juillet 2006, il démissionna de son mandat après avoir été convaincu de détournement de fonds publics. Des élections partielles furent organisées. Kiriau Turepu fut élu avec 150 voix d'avance sur son adversaire du Demo, Vaine Teokotai. Cette victoire devait précipiter la crise institutionnelle de juillet 2006 amenant à la dissolution du Parlement par le Représentant de la Reine, Frederick Tutu Goodwin.
Elections de septembre 2004
| Kiriau Turepu (CIP)         | 44,6 % |
| Peri Vaevaetaeroi Pare (DP) | 49,3 % |
| Mereana Taikoko (Ind.)      | 6 %    |

Élections partielles de juillet 2006
| Kiriau Turepu (CIP) | 55,8 % |
| Vaine Teokotai (DP) | 44,2 % |

## Élections de 2006
À peine deux mois après son élection, Turepu remit en jeu son siège. À la surprise générale, la victoire revint à la candidate Demo, Cassey Eggelton qui avait fait campagne sur des thèmes féministes. Ne s'avouant pas pour autant battu Turepu déposa une pétition électorale avant que celle-ci soit finalement rejetée par la Haute Cour.
| Kiriau Turepu (CIP)           | 37,9 % |
| Cassey Tereapii Eggelton (DP) | 62,1 % |